# Baumgeist
Als Baumgeister werden in vielen Kulturen Naturgeister bezeichnet, deren Existenz mit Einzelbäumen verbunden sei. Das Motiv des Baumgeistes ist in viele Volkssagen eingegangen und ein Topos der Literatur.

## Allgemeines
Die Eigenschaften, die Baumgeistern zugeschrieben werden, sind von Kultur zu Kultur unterschiedlich. Vielfach ist jedoch die Vorstellung vorhanden, dass Bäume und Pflanzen durch die Baumgeister beseelt würden und damit näher an die Götter und Menschen heranrückten. 
Baumgeister werden als sesshafte Wesen beschrieben. Ihre Existenz hänge mit dem von ihnen beherbergten Baum oder Wald zusammen. Hinweise auf die Möglichkeit der Umsiedlung von Baumgeistern lassen sich in der Literatur nur vereinzelt finden.

## Baumgeister in einzelnen Kulturen
In der Griechischen Mythologie werden die Dryaden oder Hamadryaden als Baumgeister beschrieben und zählen dort zu den Nymphen. Auch in anderen Kulturkreisen werden solche Erscheinungen thematisiert. Bekannt sind die mit einzelnen Göttinnen verbundenen Lebensenderinnen auch in der Ägyptischen Mythologie unter der Bezeichnung Hathors Sykomore. Bekannt sind in der Ägyptischen Mythologie, unter der Bezeichnung Hathors Sykomore, „Lebensenderinnen“, die mit einzelnen Göttinnen verbunden seien.

### Baumgeister in der nordischen Mythologie
Besonders in der nordischen Mythologie ist der Glaube an Naturgeister, wie den Baumgeist, nicht vom Seelenglauben zu trennen. Die Seele wohne hierbei in allen Dingen. Im Wind und den Wolken, im Rauschen der Blätter der Bäume, im Wogen der Ährenfelder glaubten die Menschen das Beseelte zu erkennen. Der Baumgeist nehme dabei verschiedene Formen an.

#### Der Baumgeist als Schutz- und Hausgeist
Im nordischen Glauben wohnte der Baumgeist unter dem Bosträd (Baum der Wohnung), dem Vårdträd (Schutzbaum, von dem das Glück der Familie abhängt) und dem Tunträd (Hofbaum). Es gab heilige Bäume, die in der Nähe des Hofes gepflanzt wurden und unter denen Gebete gesprochen oder Gaben in Form von Milch oder Bier dargebracht wurden. Sie wurden auch Tomteträd (Hausgeisterbäume) genannt. In ihnen, manchmal auch unter ihnen, soll der Tomtegubbe (der Alte vom Gehöfte, Plural „Tomtegubbar“) gewohnt haben. Der Tomtegubbe galt als der Nisse des Hofes, der treueste und wichtigste Schutzgeist des Bauern.

#### Der Baumgeist in den Wäldern
Die Baumgeister der Wälder sind in der nordischen Mythologie eng mit den Waldgeistern verbunden. In Schweden wurden die im Baum lebenden Geister als Elfen bezeichnet. Mannigfaltig sei ihr Aussehen, als Eulen sah man sie oder als kleine Wichte, die wie Puppen auf den Ästen der Bäume tanzten. Sie brächten Geschwüre und Krankheit. Aber auch die Seelen der Verstorbenen würden in den Baum übergehen. Unter der Rinde sei das Fleisch und wenn die Axt einen Stamm verletzte, so blutete er. Durch die Volksetymologie wurde aus der Elfenfrau eine Ellerfrau, die im Ellerbaume lebe. In Schweden lebe die Laubfrau. Doch nicht alle Baumgeister galten als weibliche Wesen. So heißt der Waldmann der im Baum lebe Skouman, Skougman, Skogman oder Hulte. Die Waldfrau heißt Skogsfru, Skogsnufa (die im Walde Schnaubende? die Einsamkeit Suchende?) oder Skogsrå (im Walde Waltende).

### Verbot der Baumverehrung nach der Christianisierung
Schon zu Zeiten Karls des Großen war es verboten, Votiv-Gaben an Bäume zu opfern oder kultische Mahlzeiten, die in Zusammenhang mit der Verehrung von Bäumen oder der Anbetung von Dämonen, die in Bäumen und Quellen wohnen würden, zu veranstalten. Dies ist bereits in der Capitulatio de partibus Saxione festgehalten. In Trier im Jahre 1227 rügte die Provinzialsynode, dass man Bäume und Quellen nicht anbeten dürfe.

## Sonstiges
Bei den Ents in Tolkiens Herr der Ringe handelt es sich um Geschöpfe, die Bäumen täuschend ähnlich sehen.